# 335e régiment d'infanterie (France)
Le 335e régiment d'infanterie (335e RI) est un régiment d'infanterie de l'Armée de terre française constitué en 1914 avec les bataillons de réserve du 135e régiment d'infanterie.
À la mobilisation, chaque régiment d'active créé un régiment de réserve dont le numéro est le sien plus 200.

## Création et différentes dénominations
- 1914 : 335e régiment d'infanterie

## Historique des garnisons, combats et batailles

### Première Guerre mondiale

#### Affectation
- 59e division d'infanterie d'août 1914 à mai 1917
- 97e division d'infanterie de mai 1917 à janvier 1918
- 17e division d'infanterie de janvier à novembre 1918

## Drapeau
Il porte, cousues en lettres d'or dans ses plis, les inscriptions suivantes :
- Verdun 1916
- Picardie 1918
- La Serre 1918

Fourragère aux couleurs de la Croix de guerre 1914-1918 décernée le 19 décembre 1918